# Stanislaus Szczygielski

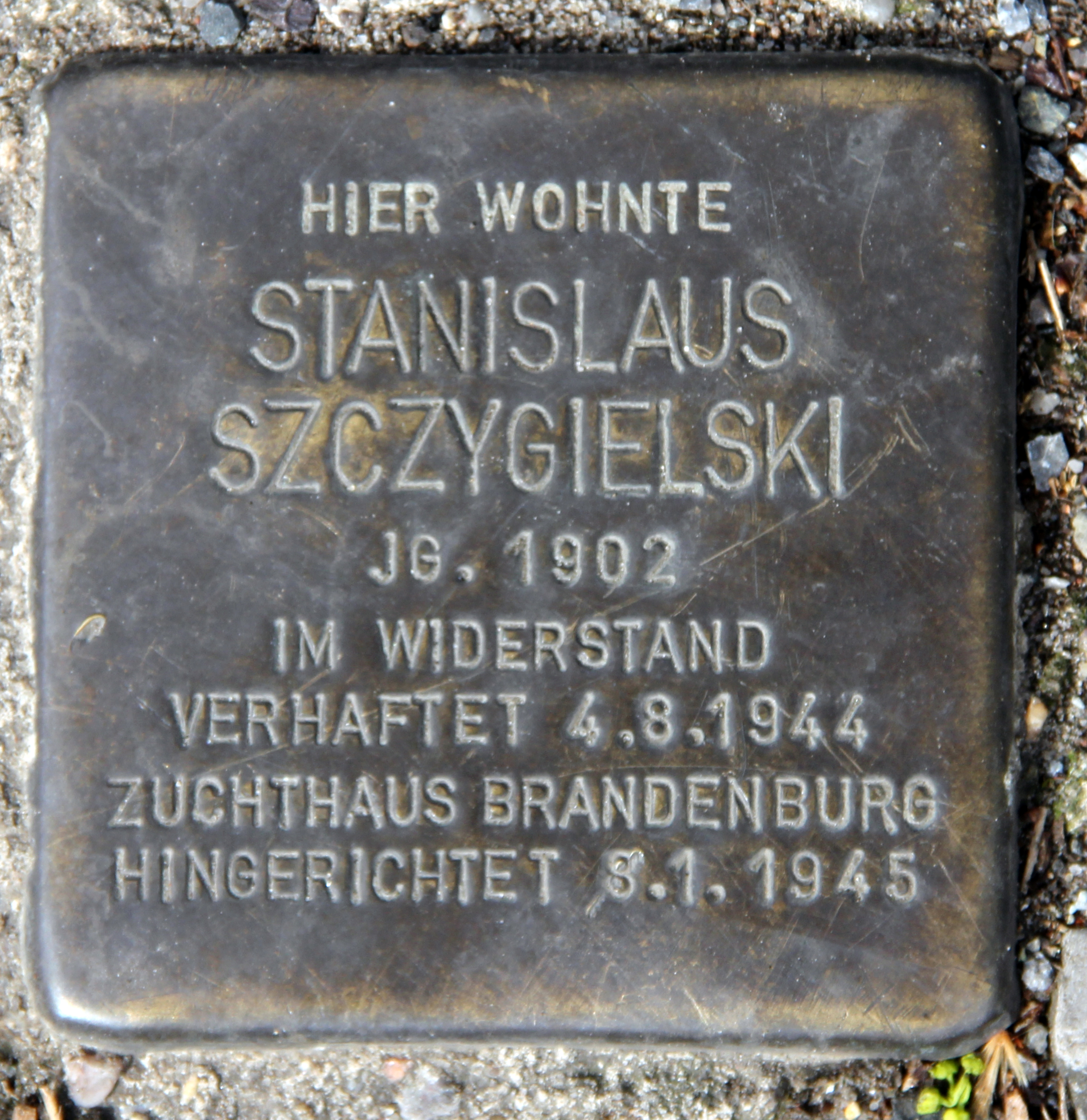
Stolperstein in der Cuvrystraße 13–15 in Berlin-Kreuzberg

Stanislaus Szczygielski  (* 26. September 1902 in Johannisdorf, Kreis Marienwerder; † 8. Januar 1945 im Zuchthaus Brandenburg-Görden) war ein deutscher Widerstandskämpfer gegen das NS-Regime.

## Leben

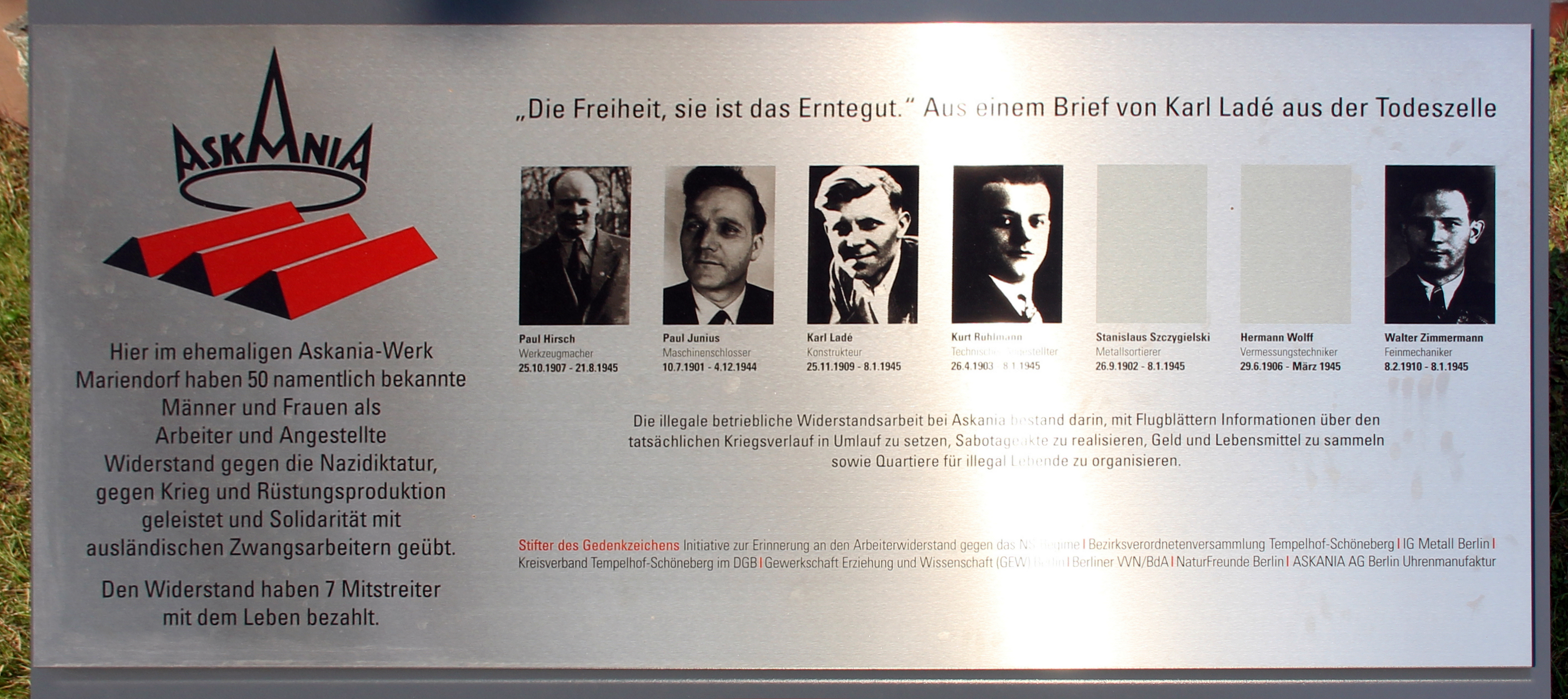
Gedenktafel für Paul Hirsch, Paul Junius, Karl Ladé, Kurt Rühlmann, Stanislaus Szczygielski, Hermann Wolff und Walter Zimmermann in der Großbeerenstraße 2 in Berlin-Mariendorf

Szczygielski war von Beruf Kraftfahrer und Metallbauer. Bei der Metall und Erz GmbH Possehl in Berlin-Lichtenberg arbeitete er als Metallsortierer. 1928 wurde er Mitglied der KPD. In der Zeit des Nationalsozialismus gehörte er zur Widerstandsgruppe in den Askania Werken in Berlin-Mariendorf. Am 4. August 1944 wurde er von der Gestapo verhaftet. Der Volksgerichtshof verurteilte ihn am 30. November 1944 zum Tode. Das Urteil wurde am 8. Januar 1945 im Zuchthaus Brandenburg-Görden vollstreckt.

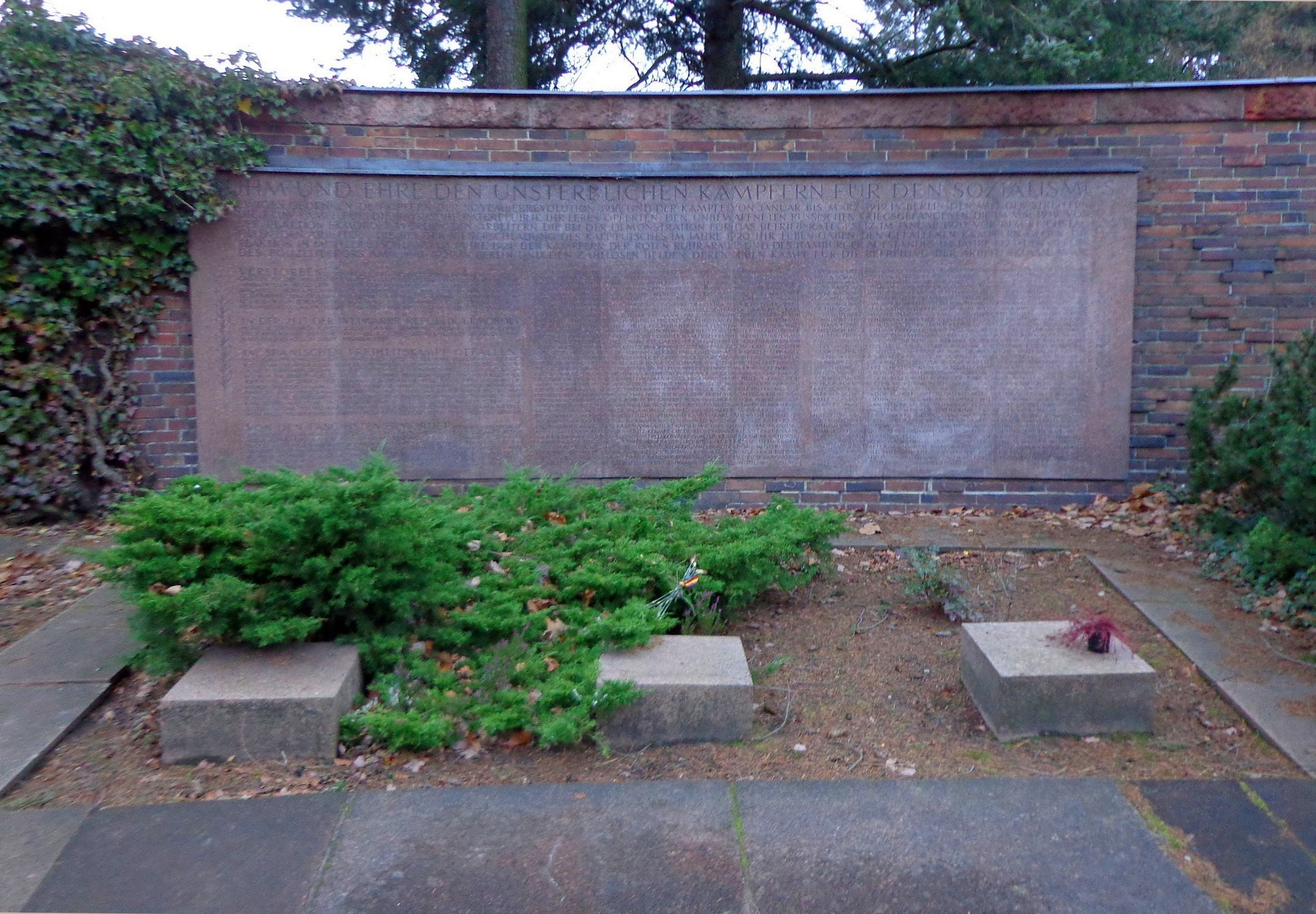
Gedenkstätte der Sozialisten, Porphyr-Gedenktafel an der Ringmauer mit Urnensammelgrab

Nach der Hinrichtung wurde sein Leichnam im Krematorium Brandenburg verbrannt. Im Jahr 1946 wurden zahlreiche Urnen mit der Asche von in der Zeit des Nationalsozialismus hingerichteten Widerstandskämpfern aus den damaligen Berliner Bezirken Lichtenberg, Kreuzberg und Prenzlauer Berg auf den Zentralfriedhof Friedrichsfelde überführt, von denen besonders viele im Zuchthaus Brandenburg-Görden enthauptet worden waren. Ihre sterblichen Überreste fanden schließlich in der 1951 eingeweihten Gedenkstätte der Sozialisten (Urnensammelgrab bei der großen Porphyr-Gedenktafel auf der rechten Seite der Ringmauer) ihren endgültigen Platz. Neben Stanislaus Szczygielski erhielten auf diese Weise auch viele andere Widerstandskämpfer eine würdige Grabstätte und einen Gedenkort.

## Ehrungen
- An der Stelle seines ehemaligen Wohnhauses in der Cuvrystraße 13 in Berlin-Kreuzberg wurde 2008 ein Stolperstein verlegt.[3]
- In der Großbeerenstraße 2 in Berlin-Mariendorf befindet sich seit 2014 eine Gedenktafel für sechs durch die NS-Justiz ermordete Arbeiter und Angestellte der Askania-Werke, darunter auch Kurt Rühlmann.[4]